# رافائيل غيريرو
رافائيل غيريرو (بالفرنسية: Raphaël Guerreiro)‏ هو لاعب كرة قدم فرنسي في مركز الوسط، ولد في 24 أبريل 1968 في مونتروي في فرنسا. لعب مع نادي أوكسير ونادي شاتورو ونادي كاين ونادي لوريان.

## وصلات خارجية
- رافائيل غيريرو على موقع قاعدة بيانات كرة القدم.إي يو (الإنجليزية)
- رافائيل غيريرو على موقع عالم كرة القدم.نت (الإنجليزية)